# Уолш, Томас Джеймс
То́мас Джеймс Уолш (англ. Thomas James Walsh; 12 июня 1859, Ту-Риверс – 2 марта 1933, Уилсон) — американский юрист и политик. Сенатор США от Монтаны (1913—1933).

## Ранние годы
Родился 12 июня 1859 года в семье ирландских иммигрантов, Феликса и Бриджет Уолш. Они владели фермой площадью 30 акров на восточной стороне реки Мишикот (ныне — Ист-Твин). Его отец работал на кожевенных заводах и сплавлял бревна на плотах, затем на производстве изготовления стульев и ведер в Ту-Риверс, там же работал и городским клерком. Он был активным демократом и был избран членом городского школьного совета. Жена мастерила для него дома рыболовные сети вместе с детей, которых у них было десять. Впоследствии семеро из них стали учителями, а трое — юристами.
С раннего детства Томас занимался самообразованием и посещал местные школы. Он преподавал в школе и был директором в Гленбьюле и Стерджен-Бее.
Во время учёбы на юридическом факультете Университета Висконсина Уолш-младший преподавал в школе. Окончив университет в 1884 году, он был принят в коллегию адвокатов. Для занятий юридической практикой он переезжает вместе с братом Генри в Редфилд.
В том же году, переехав в Хелену, он занялся юридической практикой, специализировавшейся на делах о телесных повреждениях, а также делах, связанных с водными правами и добычей меди.

## Карьера
В Хелене он стал лидером Демократической партии и присутствовал в качестве делегата на многочисленных городских и окружных съездах и съездах штатов. В 1906 году он потерпел поражение от республиканца Чарльза Прея на в выборах в Палату представителей США, набрав 40.77 % против 50.51 %. В 
1910 году он потерпел поражение от республиканца Томаса Картера, когда Шаблон:Избирался в Сенат США. Он был делегатом Национальных съездов Демократической партии США в 1908, 1912, 1916, 1920, 1924, 1928 и 1932 годах. Он был постоянным председателем съездов 1928 и 1932 годов.

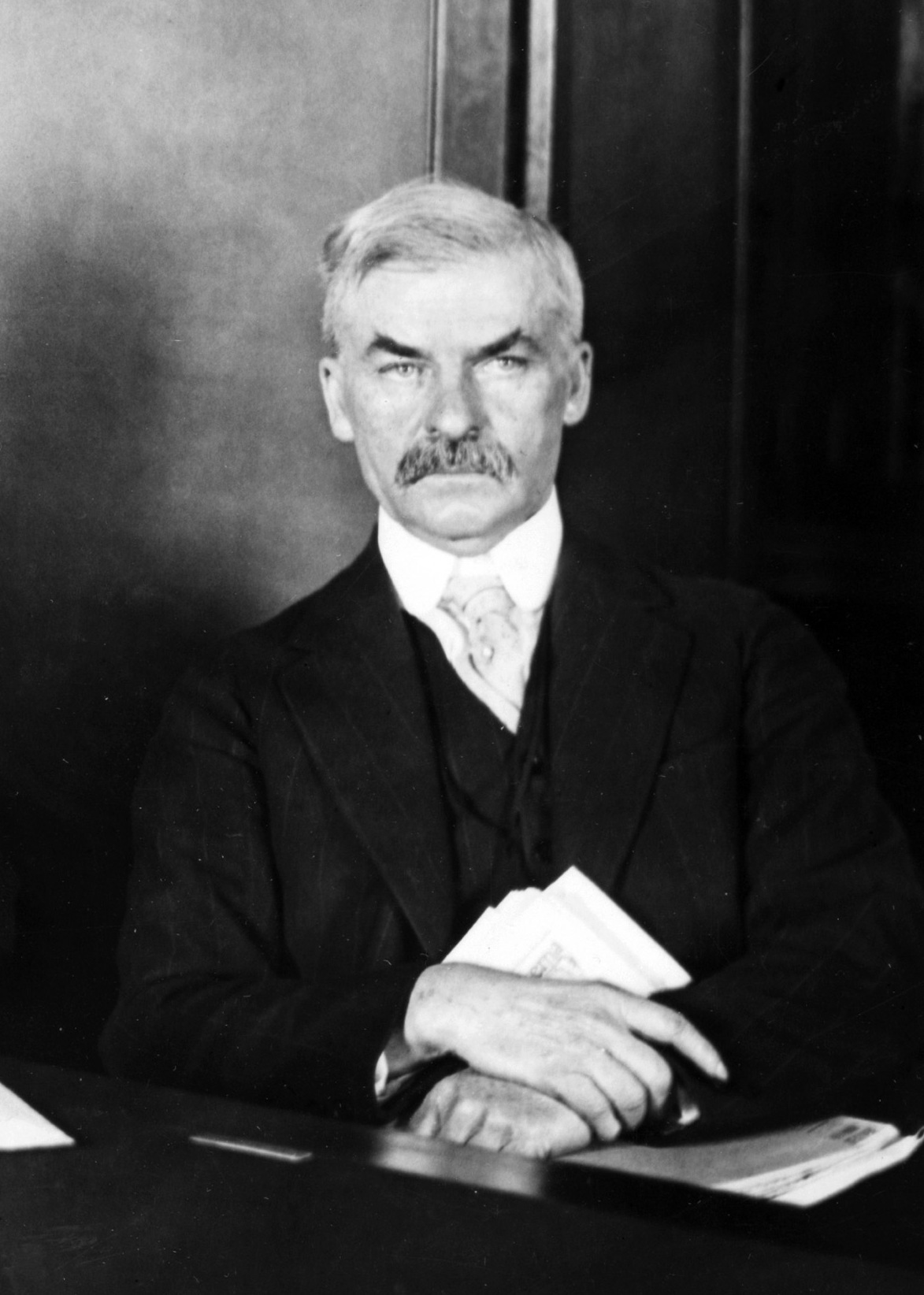
Уолш в 1925 году.

В 1912 году Уолш победил на выборах в законодательный орган штата и был избран в Сенат США. Он неоднократно переизбирался и занимал этот пост с 1913 года до своей смерти в 1933 году. Он выступал в качестве представителя президента Вудро Вильсона в Сенате США и поддерживал дифференцированный подоходный налог, сельскохозяйственные займы и избирательное право женщин.
Во время президентских выборов 1916 года, он руководил западной кампанией Вильсона против Чарльза Эванса Хьюза и внёс значительный вклад на удержании преимущества на переизбрании. В отличие от многих ирландских католиков, которые не хотели, чтобы США вступали в союз с Великобританией, он поддерживал внешнюю политику Вильсона и голосовал за войну против Германии в 1917 году. В 1919 году он поддержал мирные планы Вильсона и создание Лиги Наций.
В 1918 году он баллотировался на переизбрание в Сенат США. В результате трёхсторонних выборов, в которых участвовали кроме него бывший член Палаты представителей Монтаны Оскар Лэнструм от Республиканской партии и действующий член Палаты представителей Монтаны Жаннет Рэнкин от Национальной партии. Он с большим трудом переизбрался на второй срок, набрав 41.07 % голосов против 35.79 % — у Лэнструма и 23.14 % — у Рэнкин, соответственно.
На своём переизбрании в 1924 году он опередил республиканца Фрэнка Линдермана со значительным преимуществом, набрав 52.8 % голосов против 42.4 %. В 1930 году Уолш баллотировался на переизбрание и одержал уверенную победу над республиканцем Элбертом Гэленом, набрав 60.3 % голосов против 37.9 %.
Во время своего пребывания в Сенате приобрёл известность благодаря своим юридическим способностям в Судебном комитете и умению выступать в зале заседаний.
В 1920-х годах Уолш возглавлял сенатское расследование скандала с «Типот Доум», в котором были замешаны высшие должностные лица администрации президента Уоррена Хардинга. Он был председателем Национального съезда Демократической партии в Нью-Йорке в 1924 году и в Чикаго в 1932 году. Он выступал против детского труда, но поддерживал, в отличие от большинства других католиков, Сухой закон. 18 декабря 1927 года он представил план расследования электроэнергетической промышленности страны. Расследование, проведённое Федеральной торговой комиссией и продолжавшееся до 1935 года, в конечном итоге привело к принятию четырёх наиболее важных законов, регулирующих электроэнергетику XX века, включая распад большинства крупных холдинговых компаний, образовавшихся в 1920-х годах.
Он стоял у истоков создания комиссии по расследованию в отношении Палмера и Бёрнса, которые, не будучи осуждёнными, тем не менее не были оправданы за различные правонарушения. Он всё ещё имел в виду непрекращающиеся намерения тогдашнего Бюро расследований, направлявшего агентов в Монтану, которые проверяли его личную жизнь, вплоть до обыска его мусорных баков в попытке его дискредитации, но в конечном итоге не смогли найти ничего компрометирующего.
В 1933 году Уолш был выдвинут недавно избранным Президентом США Франклином Рузвельтом на пост Генерального прокурора США. 

### Смерть и похороны
Менее чем через неделю после свадьбы, в окрестностях Роки-Маунт он почувствовал себя плохо, когда ехал вместе с женой на поезде из Флориды в Вашингтон на инаугурацию Рузвельта. Его тело было доставлено в Уилсон, где была констатирована смерть от сердечного приступа, вызванного коронарным тромбозом. В ночь смерти в его рабочем кабинете исчезло много документов, в том числе обширные досье по его антикоррупционным наработкам в сталелитейной и алюминиевой промышленности. После смерти его тело было забальзамировано без проведения вскрытия, что породило слухи о его отравлении кубинской группировкой, находящейся в сговоре с его второй женой. Связано это было, главным образом, с распродажей его немногочисленного наследства — дома в Вашингтоне и картине Чарльза Рассела. Этому способствовала и антикубинская внешняя политика Рузвельта и то, что политик перед смертью жаловался на пищеварение.
Его отпевание состоялось в зале заседаний Сената США, и после этого он был похоронен на кладбище Воскресения в Хелене на семейном участке Уолшей. На его надгробной плите процитированы слова из 2-го послания Тимофею (глава 4, стих 7):

Я сражался как хороший воин, состязание завершил, веру сохранил.— Библия
Исторические пейзажи Монтаны.Кладбище Воскресения в Хелене.
.

## Семья
В августе 1889 года он женился на Элинор Мак-Клементс (1859—1917). В 1890 году у них родилась дочь Женевьева, которая вышла замуж капитана ВМС США Эмметта Гэджера, от которого, в свою очередь, родилась дочь Элин. В конце февраля в Гаване он тайно женился на богатой кубинской вдове производителя сахара Мине Ньевес Перес Шомон де Труффин.

## Память
- в историческом доме-музее Вашингтона в Ту-Риверс хранятся бронзовый бюст сенатора и две фотографии с командой «Two Rivers Centennials», в которой играл в молодые годы[3];
- 27 июня 1935 года бейсбольное поле на пересечении 22-й и Полк-стрит, в Ту-Риверс, было названо «Парком Томаса Джеймса Уолша»; на открытии присутствовал брат Джон, юрист из Вашингтона[3].